# Spoorbrug Albertkanaal
De spoorbrug Albertkanaal bij Antwerpen-Dam is een oeververbinding over het Albertkanaal in Antwerpen bestaande uit drie tweesporige boogbruggen vlak naast elkaar. De westelijke brug is onderdeel van Spoorlijn 25 en wordt onder andere door de Thalys gebruikt. De middelste brug is onderdeel van Spoorlijn 12 en de oostelijke brug van Spoorlijn 27A welke voornamelijk door goederentreinen wordt gebruikt.
Eerdere bruggen op deze locatie waren vakwerkbruggen. Deze werden vervangen door de huidige bruggen om verbreding van het kanaal mogelijk te maken.

## Afbeeldingen

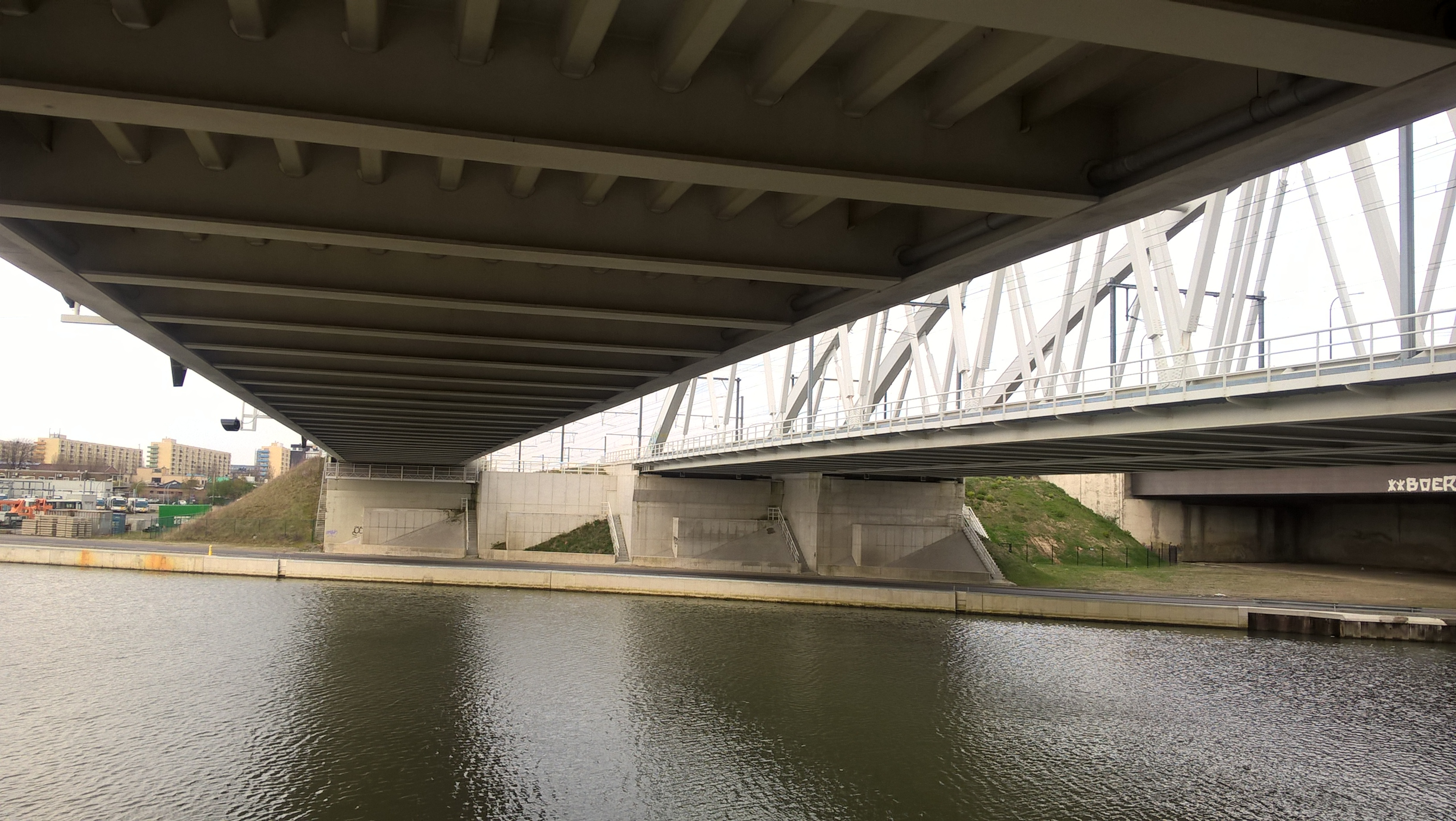
Onderaanzicht westelijke spoorbrug, het Orthotroop dek zichtbaar
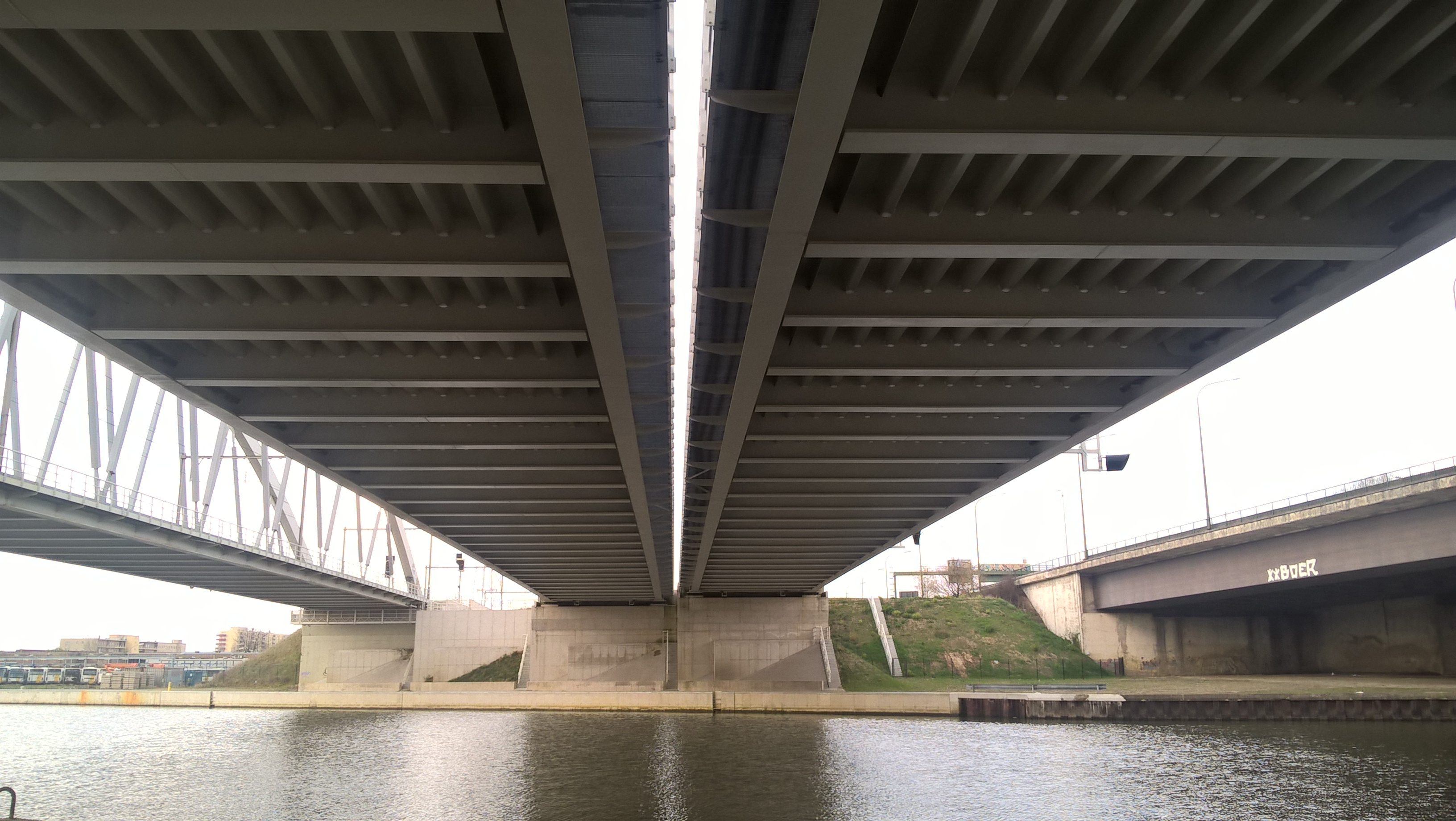
Onderaanzicht middelste en oostelijke spoorbrug, Orthotroop dek zichtbaar
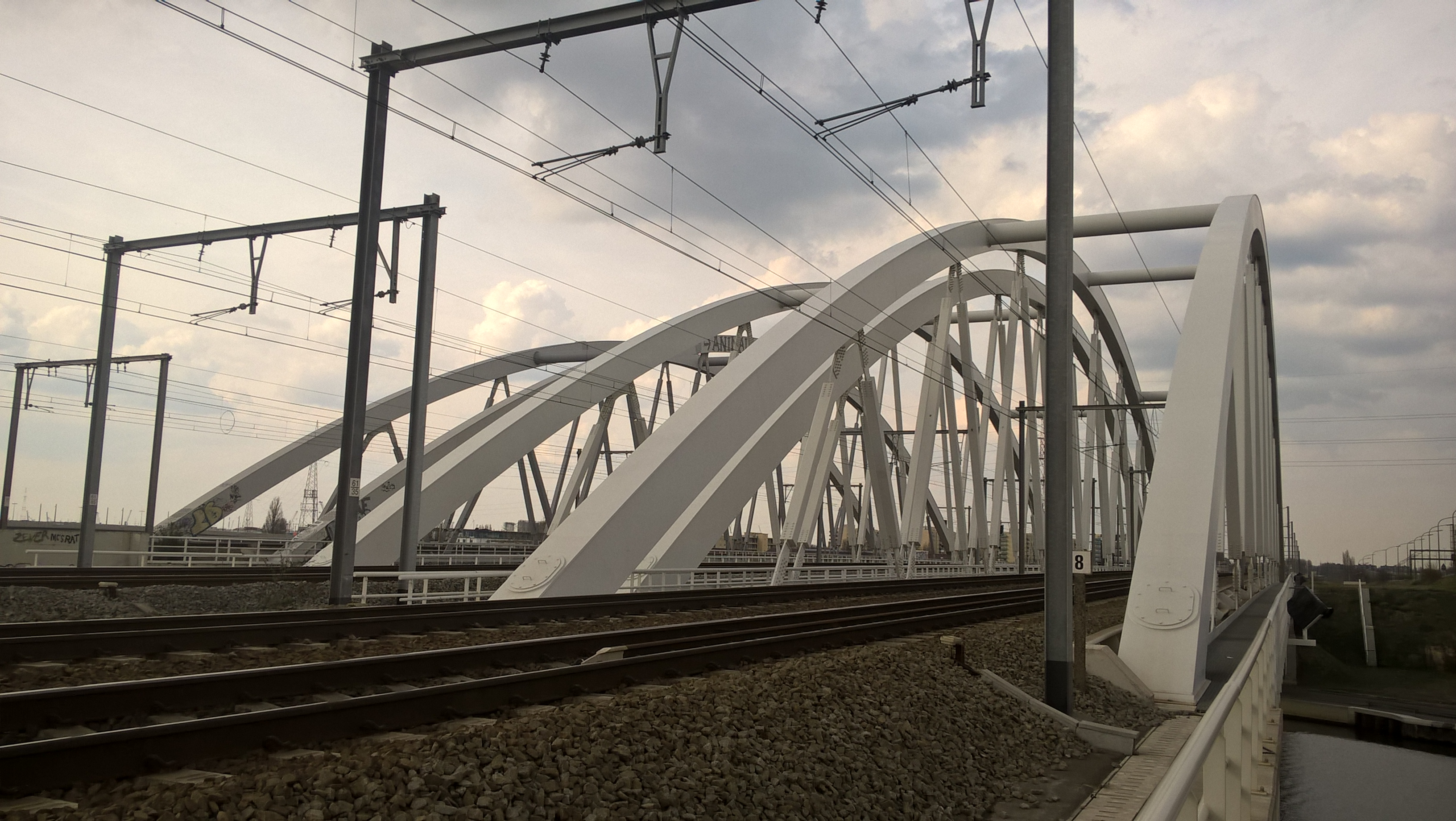
De drie spoorbruggen vanuit zuidoostelijke richting, spoor vrij toegankelijk via trap